# Homoneura indecisa
Homoneura indecisa är en tvåvingeart som beskrevs av Malloch 1926. Homoneura indecisa ingår i släktet Homoneura och familjen lövflugor. Inga underarter finns listade i Catalogue of Life.